# Регу, Педро да Коста
Педро да Коста Регу (чаже Коста Регу; порт. Pedro da Costa Rego; 12 марта 1889, Пилар, Алагоас — 6 июля 1954, Рио-де-Жанейро) — бразильский журналист и политик; губернатор штата Алагоас с 1924 по 1928 год; сенатор в Эру Варгаса, в 1935—1937 годах.

## Биография
Коста Регу (Рего) родился 12 марта 1889 года в муниципалитете Пилар в штате Алагоас; окончил столичный колледж «Colégio São Bento» в 1906 году. В следующем году заинтересовался журналистикой и начал сотрудничать с газетами «Gazeta de Notícias» и «Correio da Manhã». В 1923 году он стал главным редактором «Correio da Manhã». Вернулся в родной штат: являлся губернатором Алагоаса с 12 июня 1924 по 7 июня 1928 года.
Коста Регу одержал победу на выборах в Сенат Бразилии, проходивших в 1934 году по новой (третьей) конституции: стал одним из двух сенатором от восточного штата Алагоас. Будучи избранным на восьмилетний срок в 37-й созыв бразильского сената, занимал свой пост неполные три года, с 1935 по 1937 год — поскольку в ноябре 1937 года президент Жетулиу Варгас организовал государственный переворот и основал централизованное государство Эстадо Ново (Estado Novo).
В 1951 году Коста Регу был делегатом от Бразилии на генеральной ассамблее Организации Объединенных Наций (ООН) в Нью-Йорке. Являлся членом Бразильской ассоциации прессы (ABI); скончался в Рио-де-Жанейро 6 июля 1954 года.

## Работы
- Costa Rego. Aguas passadas. — Rio de Janeiro: Livraria J. Olympio, 1952. — 410 с.
- Costa Rêgo. Ascensão e queda de um amor. — Mossoró, RN: Sarau das Letras, 2015. — 70 с. — ISBN 978-85-5518-036-1.